# Martina Stangel-Meseke
Martina Stangel-Meseke (* 1963 in Bochum, Nordrhein-Westfalen) ist eine deutsche Psychologin. Sie ist Professorin an der privaten FOM – Hochschule für Oekonomie und Management in Dortmund.

## Leben
Nach dem Abitur ließ sich Martina Stangel-Meseke zur medizinisch-technischen Laboratoriumsassistentin ausbilden, bevor sie an der Ruhr-Universität Bochum Psychologie mit den Schwerpunkten Arbeits- und Organisationspsychologie sowie Arbeitsrecht studierte. Ihre Dissertation hatte den Titel Analyse und psychologische Fundierung des Konzepts Schlüsselqualifikationen – dargestellt am Beispiel der betrieblichen Berufsausbildung.
Zwischen 1989 und 1993 war sie als wissenschaftliche Mitarbeiterin bei Heinrich Wottawa an der Ruhr-Universität, bevor sie 1994 als wissenschaftliche Assistentin an den Lehrstuhl von Hartmut Häcker an der Bergischen Universität Wuppertal wechselte. Während einer Vertretungsprofessur an der Universität Konstanz verfasste sie eine Habilitation unter dem Titel Veränderung der Lernfähigkeit im Rahmen innovativer Personalentwicklungskonzepte – das modifizierte Lernpotenzial am Beispiel Lernpotenzial-Assessment Center.
Ab 2004 war sie Dozentin für den damals neu eingeführten Bachelor-Studiengang „Business Psychology“ an der BiTS Iserlohn tätig, wo sie 2005 auf eine Professur berufen wurde. Sie war Dekanin des entsprechenden Fachbereichs und baute als Studiengangsleiterin ein neues Master-Programm auf. 2008 wurde sie von der damaligen Bundes-Familienministerin Ursula von der Leyen in eine Sachverständigen-Kommission berufen, die den Gleichstellungsbericht der Bundesregierung erstellte.
Ab 2015 lehrte Stangel-Meseke an der privaten FOM – Hochschule für Oekonomie und Management in Dortmund, seit 2016 dort hauptberuflich.

## Veröffentlichungen
- Veränderung der Lernfähigkeit durch innovative Konzepte zur Personalentwicklung. 1. Auflage, Deutscher Universitäts-Verlag, Wiesbaden 2005. ISBN 3-8244-4611-1
- Schlüsselqualifikation in der betrieblichen Praxis. Deutscher Universitäts-Verlag, Wiesbaden 1994. ISBN 3-8244-0214-9